# Niels Lynge
Niels Peter Salomon Lynge (20. července 1880, Nuuk – 22. září 1965, Nuuk) byl grónský pastor, katecheta, malíř, básník a politik, člen Grónské zemské rady.

## Životopis
Niels Lynge byl synem bednáře Carla Frederika Madse Lyngeho (1841–1917) a jeho manželky Juliane Ane Sophie Cathrine Rasmussenové (1841–1913). Prostřednictvím své matky byl pravnukem Christiana Alexandra Platoua. Jeho synovcem byl Christian Berthelsen.
Niels Lynge studoval v letech 1894 až 1900 v Grónském semináři a poté krátce působil v již zaniklé osadě Kangerluarsussuaq. Když Rasmus Berthelsen v roce 1901 zemřel a na jeho místo byl dosazen Christian Rosing, místo katechety v Nuuku tak zůstalo neobsazené. Katechetou se nakonec stal mladý Niels Lynge.
Byl jednou z hlavních postav náboženského hnutí Peqatigiinniat založeného Stephenem Møllerem, které od roku 1908 ovlivnilo velkou část grónského obyvatelstva tím, že probudilo národní identitu a vyvolalo v zemi reformní hnutí, jehož výsledkem bylo mimo jiné založení Grónské zemské rady v roce 1911. Sám Lynge byl jejím členem od roku1917 do roku 1922 (v posledním roce byl jej zastupoval Abel Egede). Později byl opět členem po dvě období od roku 1927 do roku 1938, pro rok 1932 jej nahradil Ole Petersen. V roce 1922 byl vysvěcen na kněze a byl jmenován farářem v Maniitsoqu, v roce 1931 se přestěhoval do Alluitsoqu. V roce 1943 se přestěhoval do Qeqertarsuatsiaatu a v roce 1950 odešel do důchodu. 
Zemřel dne 22. září 1965 v hlavním městě Grónska, Nuuku.

## Dílo
Niels Lynge byl také považován za básníka, jehož díla lze nalézt ve zpěvnících, a za vynikajícího malíře, který byl oceňován zejména pro své použití barev. Lidé mu nosili černobílé fotografie svých rodných měst a chtěli, aby se z nich staly barevné obrazy na plátně. Ve svém domě pomaloval stěny (údajně proto, aby mu obrazy nebyly ukradeny) krajinnými motivy z okolí Nuuku a umístil kolem nich zlaté dřevěné rámy nebo je namaloval tak klamavě opravdové, že i král Frederik IX. při své návštěvě v roce 1960 vstal, aby zkontroloval, zda jsou skutečné, nebo namalované. Dům byl později odkoupen a nyní je přístupný veřejnosti jako součást Muzea umění v Nuuku.
V roce 1931 obdržel Královskou medaili a v roce 1958 Rytířský kříž řádu Dannebrog.

## Rodina

### První manželství
Niels Lynge se 29. července 1901 v Nuuku oženil s Ane Theodorou Cecilií Rosingovou (1883–1940), dcerou obchodníka Petera Frederika Rosinga (1835–1912) a porodní báby Haldory Helene Margrethe Karoline Petrussenové (1842–1901). Z manželství se narodily tyto děti:
- Klaus Jonathan Nikolaj Peter Lynge (1902–1981), politik a novinář, manžel Ingeborg Ane Kirsten Motzfeldt (1911–?).
- Pavia Josva Regnar Lynge (1904–1906)
- Hans Louis Abel Lynge (1906–1988), spisovatel, manžel Marie Louise Mathilde Lund (1904–1996), poté Inge Overgaard (nar. 1928).
- Karoline Amalie Lynge (1909–?), provdaná za Knuda Dama
- Marie Ane Bodil Lynge (1911–2008), provdaná za Nikolaje Rosinga (1912–1976)
- Ane Mariane Jensine Lynge (1913–?), provdaná za Adolfa Larse Regnera Edvarda Holma (1914–?)
- Pavia Efraim Mads Lynge (1915–1958), provdaná Agnethe Johanne Marie Karoline Abelsen (1922–1981)
- Cecilie Ane Andrea Lynge (1917–1999), provdaná Henninga Lunda (1917–1998)
- Mads Søren Johannes Gert Lynge (1921–?), manžel Mimi Ruth Lynge (1918–?)
- Frederik Stegemann Lynge (1924–?), manžel Beathe Ane Juliane Magdaline Nielsen (1921–?)
- Kristian Diderik Vallentin Lynge (1926–?), ženatý s Annou Dortheou Petrine Karen Motzfeldt (1927–?)

### Druhé manželství
Po smrti své první ženy v roce 1940, kdy mu bylo 57 let, se 15. října 1945 oženil s vdovou Karolínou Margrethe Haldorou Dortheou Sommerovou, rozenou Rosingovou (1906–1989), dcerou Karla Julia Augusta Rosinga (1876–1945) a Magdaleny Kristine Katrine Heilmannové (1879–1935). Z manželství se narodily tyto děti:
- Magdaline Karen Theodora Lynge (* 1948), provdaná Frederiksenová
- Lisa Ane–Soffiaaraq Lynge (* 1950)